# Hiniphis hinnus
Hiniphis hinnus är en spindeldjursart som beskrevs av Lee 1970. Hiniphis hinnus ingår i släktet Hiniphis och familjen Ologamasidae. Inga underarter finns listade i Catalogue of Life.